# José Leandro Andrade
José Leandro Andrade (Salto, 1901. november 22. – Montevideo, 1957. október 5.) uruguayi labdarúgó, aki középpályásként lett legenda. A „Fekete Csoda” becenévre hallgató világ- és olimpiai bajnok korának egyik legnagyobb játékosa volt.

## Korai évek
Argentin édesanyja 1901-ben Saltóban hozta világra José Leandro Andrade-t. A születési anyakönyvi kivonat szerint csak tanúként jelen lévő José Ignacio Andrade az állítólagos édesapa. Az öreg Andrade Afrikában született rabszolga, aki járatos volt a fekete mágiában és Brazíliából menekült. 98 éves volt, amikor José Leandro megszületett. José Leandrot még a profi labdarúgó pályafutása előtt dolgozni adták. Többek között egy karnevál zenekarban dobolt és hegedült, majd cipőt pucolt, illetve újságkihordóként dolgozott.

## Klub karrier
Tizenévesen a montevideói Misiones csapatában kezdett futballozni. 1921-ben leigazolta a Bella Vista, ahol 71 meccsen 7 gólt szerzett. Bella Vista játékosként került be először a válogatottba. Andrade három év után átigazolt a Nacionalba, ahol négyszer lett bajnok és háromszor kupagyőztes. 105 bajnoki mérkőzés után 1931-ben csapatot váltott és Penarol színeiben folytatta pályafutását. Itt nem fogadták be könnyen. Közben néhány meccs erejéig Argentínában is játszott. Először az Atlanta csapatát, majd a Lanus-Tallerest erősítette. Játszott még az uruguayi Wanderersben is.

## Válogatott
A válogatottban 1923-ban mutatkozott be, amellyel kétszer nyert olimpiát és egyszer világbajnokságot. 34 mérkőzésen egy gólt szerzett. 1923-ban, 1924-ben és 1926-ban tagja volt a Copa Américát megnyerő csapatnak 1924-ben nyerte az első olimpiai aranyat. Andrade volt az első fekete futballista, aki olimpián részt vett. Az olimpia után az argentinok kihívták az uruguayi csapatot két meccsre. A második mérkőzésen, Buenos Airesben Andrade-t a hazai szurkolók megdobálták kövekkel. A válasz nem maradt el: Andrade és a csapattársai visszadobálták a köveket. A visszatámadás közben az egyik csapattársát letartóztatták, ami miatt Uruguay nem folytatta tovább a meccset.
1928-ban, Amszterdamban nyerte a második olimpiai aranyat, amikor is az Olaszország elleni meccsen összeütközött a kapufával és az egyik szeme megsérült. Később tovább romlott a szeme, míg végül megvakult rá.
Már túl volt pályafutása csúcsán, amikor aranyat szerzett az első labdarúgó világbajnokságon. Ennek ellenére a torna egyik legjobb játékosának választották és az álomcsapatba is beválasztották.
A nemzeti csapatnak otthont adó Estadio Centenarióban egy plakett tiszteleg pályafutása előtt.

## Jellemzők
Andrade egy intelligens, becsületes játékos volt, aki soha nem ünnepelte a góljait. Dinamikus, gyors, technikás középpályás, aki képes volt uralni a pályát.

## Késői évek
Andrade vendégként élhette át Uruguay második világbajnoki győzelmét Brazíliában. Ennek a csapatnak unokaöccse, Victor Rodriguez Andrade is tagja volt, aki Andrade tiszteletére vette fel az Andrade nevet.
1956-ra teljesen leépült és alkoholista lett. Montevideo egy szegénynegyedében élt. 1957-ben tüdővészben halt meg a Pineyro del Campo öregek otthonában.
Az IFFHS megválasztotta a 20. század 29. legjobb labdarúgójának.

## Sikerei, díjai
Peñarol
- Uruguayi bajnok (1): 1932

Uruguay
- Világbajnok (1): 1930
- Dél-amerikai bajnok (3): 1923, 1924, 1926
- Olimpiai bajnok (2): 1924, 1928